# Joanny-Philippe Lagrula
Joanny-Philippe Lagrula (* 1870; † 1950) war ein französischer Astronom.

## Leben
1901 promovierte er in Lyon mit der Dissertation Étude sur les occultations d'amas d'étoiles par la Lune avec un catalogue normal des Pléiades. Die Verfinsterung der Plejaden durch den Mond war für die damaligen Astronomen ein wichtiges Ereignis, das half, die tatsächliche Position des Mondes mit der vorausberechneten zu vergleichen. Lagrula arbeitete zunächst an der Sternwarte in Lyon. 1906 wurde er für einige Jahre Direktor des Quito Observatoriums im südamerikanischen Ecuador. Anschließend arbeitete er bis 1924 am Nizza Observatorium und wechselte dann an das Algier Observatorium, wo er 1931 als Nachfolger von François Gonnessiat Direktor wurde. Seine Karriere folgte damit jener von Gonnessiat, welcher früher ebenfalls in Lyon, Quito und Algier gearbeitet hatte.

## Ehrungen
Joanny-Philippe Lagrula entdeckte am 6. Januar 1914 den Asteroiden Lumière. Der Asteroid Lagrula wurde nach ihm benannt.

## Werke
- Observations équatoriales et méridiennes faites à l'Observatoire de Lyon, Observatoire de Lyon, 1912
- Informe que el Director del observatorio Astronomico y Météorológico de Quita dirige al H. Sr. Ministro de l'Instruccion Publica , 1907